# Stanisław Cymmerman
Stanisław Cymerman (ur. 21 listopada 1894 - dane z metryki urodzenia Nr.Aktu 131 w Lubaniu, zm. 11 czerwca 1932 we Włocławku) – żołnierz Legionów Polskich, podoficer Wojska Polskiego w II Rzeczypospolitej, kawaler Orderu Virtuti Militari.

## Życiorys
Stanisław Cymerman urodził się w rodzinie Czesława i Zuzanny z Nowaków. Absolwent włocławskiej 4 klasowej szkoły powszechnej (w której kształcił się w latach 1904 - 1908) i rymarskich kursów czeladniczych.
W 1914 roku wstąpił do Legionów Polskich i otrzymał przydział do 3 pułku piechoty. Ze względu na zły stan zdrowia, po dwóch latach został zwolniony z wojska. W roku 1916 powrócił do Włocławka i został członkiem Polskiej Organizacji Wojskowej .
W końcu listopada 1918 wstąpił do odrodzonego Wojska Polskiego. W szeregach późniejszego 30 pułku Strzelców Kaniowskich wziął udział w obronie Lwowa, podczas której został ranny w rękę. Następnie skierowany do szkoły podoficerskiej, po ukończeniu której został żołnierzem 10 kompanii w III batalionie 30 pułku piechoty. Od kwietnia 1919 roku walczył na froncie ukraińskim. W czasie wojny polsko-bolszewickiej, na początku czerwca 1920 roku w okolicach miejscowości Sielibki i Germanowicze osobistym atakiem zdobył km. Za wykazane wówczas bohaterstwo odznaczony został Krzyżem Srebrnym Orderu Virtuti Militari.
Po zakończeniu działań wojennych pozostał w zawodowej służbie wojskowej. W roku 1924 został przeniesiony do Korpusu Ochrony Pogranicza, w którym otrzymał przydział do kompanii granicznej „Druskienniki”, wchodzącej w skład 23 batalionu KOP „Orany”. Służbę w tej kompanii pełnił do 1928 roku.
Po przejściu do rezerwy zamieszkał w Rózinowie (gmina Łęg) i pracował jako robotnik. Zmarł w szpitalu im. św. Antoniego we Włocławku i spoczął na włocławskim cmentarzu. Stanisław Cymerman był żonaty, a jego dziećmi byli syn Jerzy i córka Stanisława.

## Ordery i odznaczenia
- Krzyż Srebrny Orderu Virtuti Militari (nr 0850)[3]